# 毕国强
毕国强 (1967年11月—)，生物物理学家、教授，主要从事神经突触与环路结构的高精度解析、突触可塑性与神经网络动力学等方面的研究工作。入选中华人民共和国教育部2007年度"长江学者"特聘教授。